# Nacionalismo corso

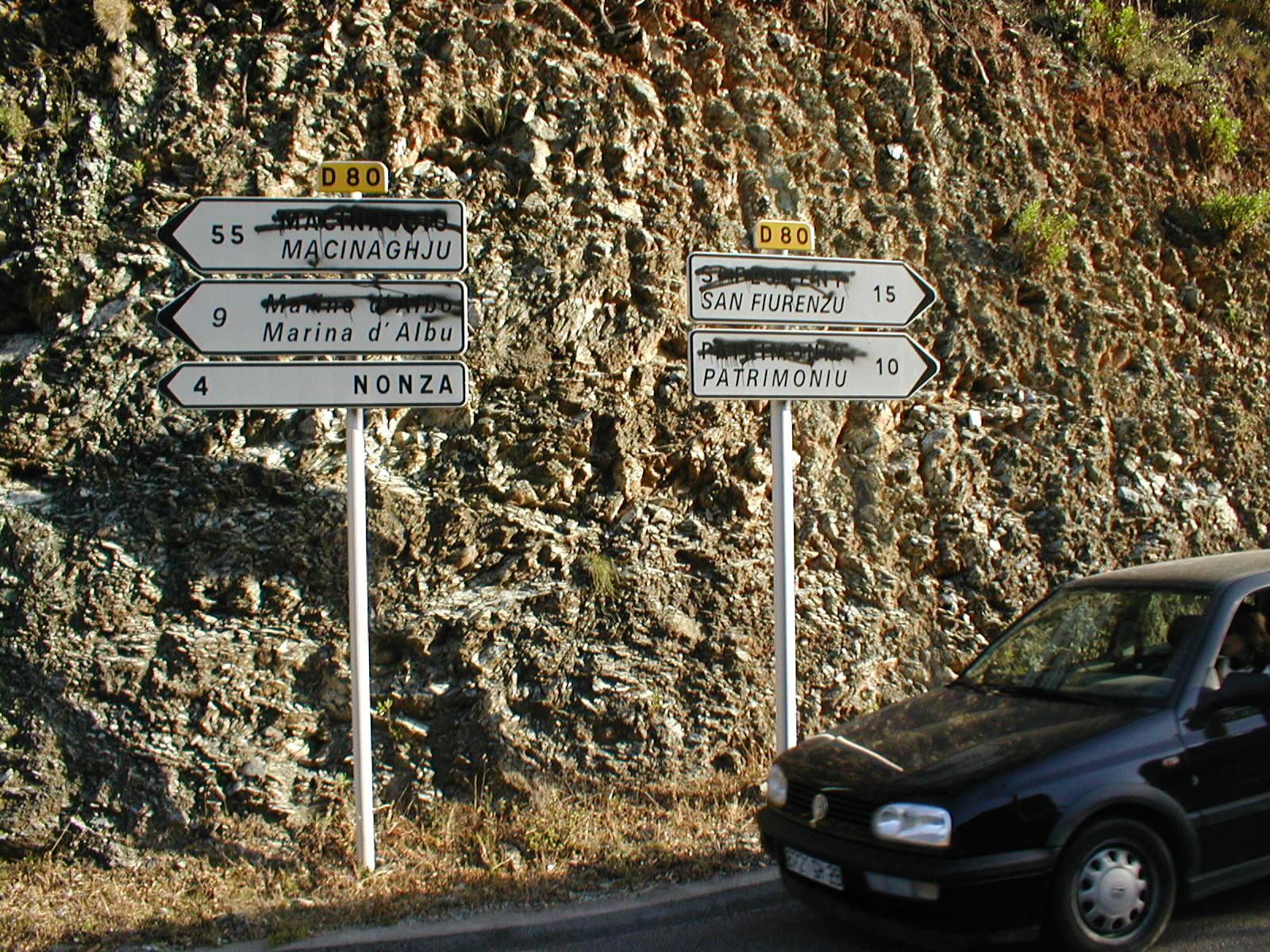
Sinalizações de transito com as indicações francesas pichadas em prol dos escritos em corso

Localização da Córsega na Europa

O Nacionalismo corso é uma corrente política, social, e cultural que reivindica a independência da ilha de Córsega, que atualmente pertence à França, além do direito de autodeterminação do povo corso. O movimento se mantém ativo desde a década de 60, e exerce grande influência no cenário político da Ilha. Alguns dos pontos indicados pelos nacionalistas corsos são as diferenças culturais entre os territórios. Enquanto a França tem o francês como idioma oficial, o idioma predominante na Córsega é a língua corsa, influenciada pelo italiano. Atualmente o movimento possui representação política através do partido Corsica Libera, que obteve cerca de 10% dos votos para as eleições regionais da França, e através do Partido da Nação Corsa.     